# المنطقة الأمنية المشتركة
المنطقة الأمنية المشتركة (بالكورية: 공동경비구역 JSA)‏ فيلم دراما كوري جنوبي من إخراج بارك تشان ووك. مقتبس من رواية للكاتب بارك سانغ يون.
عُرض الفيلم في 9 سبتمبر 2000 في كوريا الجنوبية، وحقق نجاحًا تجاريًا كبيرًا، مُطلقًا مسيرة بارك المهنية، ليصبح الفيلم الأعلى ربحًا في تاريخ كوريا الجنوبية حتى تجاوزه فيلم «صديق» في العام التالي. رُشِّح لثلاث من جوائز أفلام التنين الأزرق، وفاز بجائزتي أفضل فيلم وأفضل تصوير سينمائي، ولثلاث عشرة من جوائز الناقوس الكبرى، ففاز بجوائز أفضل فيلم، وأفضل ممثل لأغنية، وأفضل إخراج فني، وأفضل مؤثرات صوتية.

## القصة
تدور القصة حول جريمة قتل غامضة تحدث في المنطقة منزوعة السلاح بين كوريا الجنوبية والشمالية.

## الممثلون
- سونغ كانغ هو بدور الرقيب أوه كيونغ بيل
- لي بيونغ هون في دور الرقيب لي سو هيوك
- كيم تاي هو بدور الجندي نام سونغ سيك
- شين ها كيون بدور الجندي جونغ وو جين
- لي يونغ أي بدور الرائد صوفي إي. جان
- كريستوف هوفريختر في دور اللواء برونو بوتا
- هربرت أولريش في دور النقيب بيرسون

## الاستقبال
باع الفيلم ما يقرب من نصف مليون تذكرة في سول وحدها في أسبوعه الأول. وفي غضون 15 يومًا من إصداره، وصل الفيلم إلى مليون تذكرة مباعة وبحلول أوائل عام 2001 أصبح الفيلم الأكثر ربحًا في تاريخ السينما الكورية. وتجاوزه لاحقًا أفلام «صديق» و «سيلميدو» و «تايغوكغي». وبشكل عام، باع الفيلم 2,499,400 تذكرة في سول على مدار 20 أسبوعًا في دور السينما وما يقدر بنحو 5.8 مليون تذكرة على مستوى البلاد. كما حقق الفيلم نجاحًا كبيرًا في اليابان حيث حقق 1,160,000,000 ين ليصبح أحد أعلى الإنتاجات الأجنبية ربحًا في عام 2001.
قُدم قرص دي في دي للفيلم إلى زعيم كوريا الشمالية كيم جونغ إل من قبل رئيس كوريا الجنوبية روه مو هيون خلال القمة الكورية في أكتوبر 2007.
في عام 2009، اعتبر المخرج كوينتن تارانتينو الفيلم أحد أفلامه العشرين المفضلة منذ عام 1992.

## روابط خارجية
- المنطقة الأمنية المشتركة على موقع IMDb (الإنجليزية)
- المنطقة الأمنية المشتركة على موقع ميتاكريتيك (الإنجليزية)
- المنطقة الأمنية المشتركة على موقع روتن توميتوز (الإنجليزية)
- المنطقة الأمنية المشتركة على موقع نتفليكس (الإنجليزية)
- المنطقة الأمنية المشتركة على موقع ألو سيني (الفرنسية)
- المنطقة الأمنية المشتركة على موقع Turner Classic Movies (الإنجليزية)
- المنطقة الأمنية المشتركة على موقع أول موفي (الإنجليزية)
- المنطقة الأمنية المشتركة على موقع فيلمافينيتي (الإسبانية)
- المنطقة الأمنية المشتركة على موقع قاعدة بيانات الأفلام السويدية (السويدية)
- المنطقة الأمنية المشتركة على موقع قاعدة بيانات الفيلم (الإنجليزية)